# Somatomammotrophine chorionique humaine
Pour les articles homonymes, voir HPL.

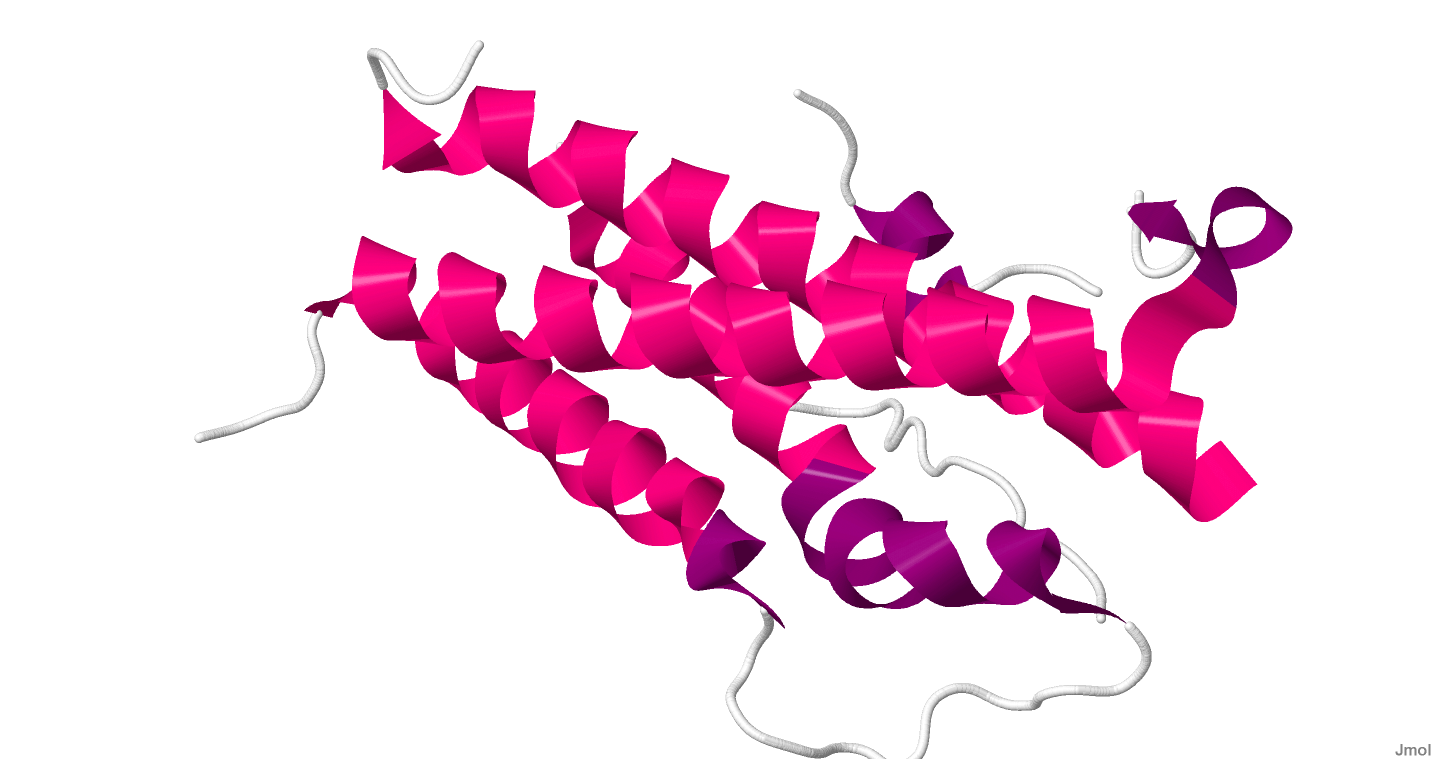
Structure de la somatomammotrophine chorionique humaine.

La somatomammotrophine chorionique humaine (on trouve également l'orthographe somatomammotropine), ou Hormone placentaire lactogène (HPL) est une hormone de nature polypeptidique sécrétée par le placenta. 
L'HPL apparait dès la 4ème semaine de grossesse et va progressivement augmenter jusqu'en fin de grossesse, contrairement à l'HCG qui croit très rapidement dans les premières semaines et diminue rapidement pour rester à taux stable à partir de la 20ème semaine. 
Cette hormone modifie le métabolisme de la mère pendant la grossesse, avec des effets proche de la GH :  stimulation de la croissance fœtale, s'oppose aux effets de l'insuline et induit une hyperglycémie maternelle. Cela favorise l'utilisation des lipides par la mère, offrant une importante concentration de glucose pour le fœtus.
Ses taux étant toujours croissants et ayant un effet GH-like, on comprend aisément que la croissance soit la plus rapide au 3ème trimestre de grossesse, la ou les taux d'HPL sont les plus hauts.